# Motore a movimento alternativo
Un motore a movimento alternativo (o motore a pistoni) è un motore termico basato sul meccanismo biella-manovella, che utilizza uno o più pistoni per convertire l'energia cinetica del flusso generata all'interno della camera di combustione in energia meccanica dell'albero motore.

## Storia
I primi esempi noti di motori a movimento alternativo è pompa a pistoni da un inventore arabo Al-Jazari, nel 1206, dove in uno dei suoi sistemi, il movimento rotatorio di un mulino ad acqua era convertito in azione alternativa da una pompa a pistoni che permettevano il funzionamento della fontana per un re turco della dinastia degli Artuqidi.

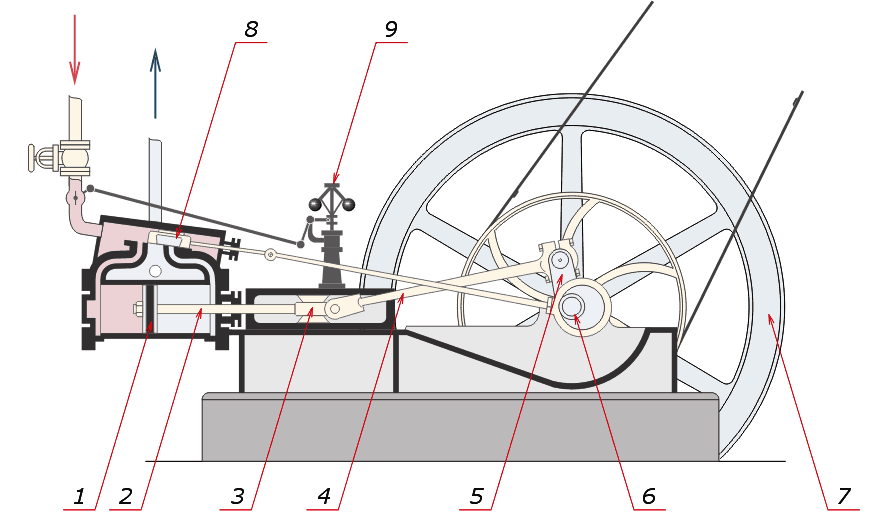
Esempio di motore alternativo:
1: Pistone
2: Spinotto
3: Corsoio
4: Biella
5: Albero a gomiti
6: Eccentrico della valvola
7: Volano
8: Valvola a scorrimento
9: Interruttore centrifugo

Il motore alternativo fu costruito in Inghilterra durante il XVIII secolo, prima con il motore atmosferico poi con motore a vapore, e seguito dal Motore Stirling e infine dal motore a combustione interna nel XIX secolo. Tale sistema è la forma più comune per l'autotrazione usato sia per persone sia per merci, nelle varianti alimentato a benzina, gasolio o gas naturale (o GPL).

## Il volano e il grado d'irregolarità
Il volano è un disco metallico (acciaio o ghisa) che, grazie alla sua inerzia, immagazzina l'energia cinetica prodotta durante l'unica fase utile del ciclo di combustione (combustione-espansione), rilasciandola nella fase in cui il motore non produce potenza (scarico-aspirazione), omogeneizzando di fatto il moto dell'albero. È questo, infatti, il suo principale scopo, visto che nel considerare motori con più cilindri, le fasi in cui il volano deve cedere energia al motore diminuiscono, fino a scomparire totalmente nei modelli con sei o più cilindri in linea. La parte interna del volano è dentata per ingranarsi col pignone del motorino d'avviamento.

## Varianti
Il (Motore pendolare) Motore toroidale di Tourozzi si differenzia dal motore alternativo per il fatto che i pistoni non hanno un movimento rettilineo, ma circolare, questo perché i pistoni sono infulcrati e questo permette di annullare la forza che si andrebbe a scaricare sul cilindro durante il funzionamento del motore.
Si possono realizzare motori alternativi a combustione:
- esterna (motore a vapore e motore di Stirling)
- interna (motore a scoppio e motore a iniezione)